# Contea di Xinxing
La contea di Xinxing (新兴县S, XīnxīngP) è una contea della Cina, situata nella provincia del Guangdong e amministrata dalla prefettura di Yunfu.